# Trachipleistophora hominis
Trachipleistophora hominis è un protozoo parassita dell'uomo.

## Descrizione
Questo organismo eucariota non possiede mitocondri; al loro posto rimangono degli organelli vestigiali, ovvero organelli che hanno perso la loro funzione originaria.